# Seznam ganskih kardinalov
Seznam ganskih kardinalov.

## B
- Richard Kuuia Baawobr

## D
- Peter Poreku Dery

## T
- Peter (Kodwo Appiah) Turkson